# Алберту Кошта
Алберту Оливейра Баю (порт. Alberto Oliveira Baio; родился 29 сентября 2003, Санту-Тирсу, Португалия), более известный как Алберту Кошта (порт. Alberto Costa) — португальский футболист, правый защитник клуба «Порту».

## Клубная карьера
Воспитанник «Тирсенсе», в 2013 году Алберту Кошта присоединился к академии «Витории Гимарайнш». За основную команду клуба дебютировал 11 января 2024 года, выйдя на замену в матче Кубка Португалии против «Пенафиела». 21 апреля 2024 года вышел на замену в матче против «Спортинга», дебютировав в Примейра-лиге.
15 января 2025 года Алберту Кошта перешёл в итальянский «Ювентус», подписав контракт до 30 июня 2029 года. Сумма трансфера составила 12,5 млн евро, ещё 2,5 млн евро предусмотрены в виде бонусов.

## Карьера в сборной
Выступал за сборные Португалии до 18 и до 20 лет.